# Walkie
Walkie (рус. Во́лки; настоящее имя — Ива́н Вита́льевич Пету́нин; 24 мая 1995, Белореченск, Краснодарский край — 30 сентября 2022, Краснодар) — российский рэпер и баттл-рэпер. До 2025 года Walkie был рекордсменом по количеству официально проведённых рэп-баттлов в России (61 баттл).
30 сентября 2022 года покончил с собой на фоне мобилизации и вторжения России на Украину.

## Биография

### Ранние годы
Родился 24 мая 1995 года в Белореченске. Рэпом стал увлекаться ещё с 14 лет после прослушивания Eminem и 2Pac. Первые шаги в карьере начал ещё в 2012 году на баттл-площадке Slovo, где баттлится вплоть до 2015 года, но после по повестке ушёл в армию.

### Первая популярность
После возвращения из армии в 2016 году переезжает в Санкт-Петербург и начинает участвовать в баттлах на площадке #SLOVOSPB. Первую обсуждаемость получил после драки с рэпером Abbalbisk во время баттла на площадке SLOVO: Москва, позже выяснилось, что драка была постановочной. 2017 год выдался самым продуктивным годом в карьере Вани, он выпустил несколько альбомов и поучаствовал в десятках батлов, в том числе и на Versus.

### Проблемы со здоровьем
На фоне большой переутомляемости подписчики канала Walkie стали замечать его странное поведение, после этого было запущено ещё несколько трансляций, где Иван говорил бессвязные фразы, перескакивая с темы на тему, после чего жена и мать рэпера поместили его в психиатрическую лечебницу на полтора месяца, где ему диагностировали манию и шизофрению. После выписки из лечебницы Ивана забрала домой жена, там он спрыгнул с третьего этажа, сломал себе позвоночник и попал в больницу. Из-за всех этих событий жена ушла от рэпера, что ещё сильнее сказалось на его состоянии. Позже об этом периоде жизни Walkie выпустит альбом «Волки в психушке».

### Смерть
30 сентября 2022 года в своём Telegram-канале Иван выпустил предсмертное видео, где говорит, что из-за мобилизации и вторжения России на Украину решил покончить жизнь самоубийством. Тело рэпера было найдено у одной из краснодарских многоэтажек, он выбросился с 11-го этажа. В день смерти Иван также выпустил альбом, где прощается со всеми.

## Гражданская позиция
- В 2015 году выпустил сингл «Звёзды», записанный совместно с рэпером Артёмом Лоиком, в котором открыто критиковал российскую власть[19].
- 7 октября 2019 года подписал открытое письмо в поддержку фигурантов «московского дела»[20].
- 9 марта 2022 года выпустил сингл «Штурмовик», в котором, по признанию, завуалированно призывал к революции в России[21].
- 30 сентября 2022 года покончил с собой, выпрыгнув с высоты многоэтажного дома, предварительно записав видео, в котором высказался о мобилизации и вторжении России на Украину[22].

## Рэп-баттлы
2012
- Walkie T vs KRK (Победа)
- Питер Паркер (Walkie T) vs Зелёный гоблин (Dima KEX) (Поражение)
- Walkie T vs Коля Хэйт (Победа)
- Walkie T vs Sano MC (Победа)
- Walkie T vs Тощи Так-То (Поражение)

2013
- Walkie T vs Кубинец
- Walkie T vs Dima KEX (Победа)
- Walkie T vs Symba SLK (Победа)
- Walkie T vs Edya Elate (Поражение)
- Walkie T vs Витя Чиркало (Победа)
- Walkie T vs Ol Z (Победа)
- Walkie T vs Лям (Победа)
- Walkie T vs Хайд (Победа)
- Walkie T vs Хасан (Поражение)
- Walkie T & .Otrix vs QcheR & Alr1ght (Поражение)

2014
- Walkie T vs Nongratta (Победа)
- Walkie T vs Lazo (Победа)
- Walkie T vs Dom1no (Ничья)
- Walkie T & WahaBeat vs Деспот & Такини (Победа)
- Walkie T vs Миша Бояра (Победа)
- Walkie T vs VoVaNo
- Walkie T vs Хип-Хоп Одинокой Старухи (Победа)

2015
- Walkie T vs .Otrix

2016
- Walkie vs Abbalbisk (Победа)
- Walkie vs Abbalbisk (Поражение)[A][23]
- Walkie vs Млечный (Поражение)
- Walkie vs edik_kingsta (Победа)
- Walkie vs El Loco (Поражение)

2017
- Walkie vs Шумм (Поражение)
- Walkie vs Dom1no (BPM)[24]
- Walkie vs Быдлоняша
- «Prime»[B] vs Abbalbisk (Поражение)
- Walkie vs Mozee Montana (Победа)[25]
- Walkie vs Vыktor Kolomoiskii
- Walkie vs Booker
- Walkie vs Re-Pac (Победа)
- Walkie vs R1Fmabes
- Walkie vs ΨBOY (Победа)
- Walkie vs Deep-Ex-Sense (Поражение)

2018
- Walkie vs Шумм (Поражение)
- Walkie vs Sector (Ничья)[26]
- Walkie vs Сын Проститутки

2019
- Walkie vs Gokilla (BPM)
- Walkie vs Plane Dead (Drop the Mic, Поражение)
- Walkie vs Solovey (BPM, Победа)
- Walkie vs ИзТолпЫ (BPM, Поражение)
- Walkie vs Кошачий Поводырь
- Walkie vs Пунчер
- Walkie vs Yuki_N
- Walkie vs Bionicle
- Walkie vs Эдичка (Победа)

2020
- Walkie vs Кепкин (Победа)
- Walkie vs Blizz4rd (Дисквалификация)
- Walkie vs Врум (BPM, Поражение)

2021
- Walkie vs Диктатор UAV (Победа)
- Walkie vs LeTai (Победа)[27]
- Walkie vs KnownAim vs ХХОС vs Корифей vs Odinnadcatiy (Победа)

2022
- Walkie vs Микси vs Диктатор UAV vs Abbalbisk vs Жаба Аркадьевна (Поражение)
- Walkie vs Smoke[PlanB] (Поражение)
- Walkie vs Кукиш с Хаслом vs Chill (Поражение)
- Walkie vs Микси

## Дискография

### Альбомы
| Год выпуска | Название             |
| ----------- | -------------------- |
| 2013        | «W17»                |
| 2014        | «Time Walk»          |
| 2015        | «4 / Тёмный / ИСКРА» |
| 2016        | «Walk out Boy»       |
| 2016        | «Краснодар 3»        |
| 2017        | «Волки»              |
| 2018        | «Волки на пляже»     |
| 2018        | «Волки в психушке»   |
| 2019        | «Walk out boy 2»     |
| 2020        | «Стадия отрицания»   |
| 2021        | «Пробуем ещё раз»    |
| 2022        | «Walk Out Boy 3»     |
| 2023        | «След»               |

## Видеография
| Год  | Название                                               | Примечание |
| ---- | ------------------------------------------------------ | ---------- |
| 2014 | «Хитчхайкер»                                           |            |
| 2015 | «.Otrix-Walkie T.» (Совместно с .OTRIX)                |            |
| 2016 | «Зеркала» (Совместно с FIRSTFEELBEATS и Deep-Ex-Sense) |            |
| 2016 | «Со всех сторон»                                       |            |
| 2017 | «К И Б Е Р К О Т Я Т А»                                |            |
| 2017 | «Bumble Beezy Challenge (180 BPM)»                     |            |
| 2017 | «Хитчхайкер 2»                                         |            |
| 2017 | «Жертва» (Совместно с Шумм)                            |            |
| 2018 | «Не на той стороне»                                    |            |
| 2018 | «Я не существую» (совместно с edik_kingsta)            |            |
| 2020 | «Диктатор UAV diss (No Pasaran II)»                    |            |
| 2021 | «Арт-терапия»                                          |            |